# 山本達夫
山本 達夫（やまもと たつお、1958年11月 – ）は、日本の防衛官僚。一般社団法人市ヶ谷論壇監事。

## 人物
東京都出身。芝高等学校を経て、東京大学法学部卒業。

## 略歴
- 1983年　防衛庁入庁　長官官房総務課
- 防衛局計画官付部員
- 1991年5月  防衛局調査第一課調査第二班長
- 長官官房総務課
- 1994年  内閣官房内閣安全保障室
- 1998年　防衛施設庁施設部連絡調整官
- 2000年　防衛施設庁施設部施設取得第二課長
- 2002年　防衛局防衛政策課
- 2003年　長官官房企画官
- 2005年　人事教育局厚生課長
- 2006年　長官官房広報課長
- 2007年　防衛政策局防衛政策課長
- 2009年　経済産業省大臣官房審議官
- 2011年　南関東防衛局長
- 2013年　装備施設本部副本部長（航空機担当）
- 2014年　地方協力局次長
- 2015年　大臣官房審議官
- 2017年　防衛研究所長
- 2018年　退官